# Club Brugge KV
O Club Brugge K.V. é um clube de futebol de Bruges, na Bélgica, fundado no dia 13 de novembro de 1891. É um dos maiores e mais tradicionais times do país. 
Seu mando de jogo é dado no Estádio Jan Breydel, que possui capacidade para 30.000 torcedores. Tem o azul claro na sua camisa em homenagem a Frank Farina, maior ídolo da história do clube.
Possui certa rivalidade com o Cercle Brugge, pois os dois são da mesma cidade. Mas seu maior rival é o Anderlecht, de Bruxelas, sendo o encontro com esse o grande clássico nacional do futebol Belga.
O clube também rivaliza com o Standard de Liège no clássico denominado de topper.  
É um dos maiores campeões da Supercopa da Bélgica, com 17 títulos, e da Copa da Bélgica, com 12 triunfos, bem como o segundo colocado entre os que mais ganharam o Campeonato Belga, com 19 conquistas. É o único time belga que já disputou a final da Liga dos Campeões da UEFA, em 1978, quando foi derrotado pelo Liverpool por 1 a 0.

## Elenco atual
Última atualização: 18 de fevereiro de 2025.

## Estádio
O Estádio Jan Breydel é o estádio onde o Club Brugge manda as suas partidas. Localiza-se em Sint-Andries, no subúrbio de Bruges, foi inaugurado em 1975, e a capacidade atual é de 30.000 torcedores.

## Títulos
| NACIONAIS | NACIONAIS                       | NACIONAIS | NACIONAIS |
|           | Competição                      | Títulos   | Temporadas |
| --------- | ------------------------------- | --------- | --- |
|           | Campeonato Belga                | 19        | 1919–20, 1972–73, 1975–76, 1976–77, 1977–78, 1979–80, 1987–88, 1989–90, 1991–92, 1995–96, 1997–98, 2002–03, 2004–05, 2015–16, 2017–18, 2019–20, 2020–21, 2021–22 e 2023–24 |
|           | Copa da Bélgica Recordista      | 12        | 1967–68, 1969–70, 1976–77, 1985–86, 1990–91, 1994–95, 1995–96, 2001–02, 2003–04, 2006–07, 2014–15 e 2024–25                                                                |
|           | Supercopa da Bélgica Recordista | 18        | 1980, 1986, 1988, 1990, 1991, 1992, 1994, 1996, 1998, 2002, 2003, 2004, 2005, 2016, 2018, 2021, 2022 e 2025                                                                |
|           | Campeonato Belga - 2ª Divisão   | 4         | 1929, 1935, 1946 e 1949 |